# Ifrane
Pour l’article homonyme, voir Ifrane Atlas Saghir.
Ifrane (en amazighe : ⵉⴼⵔⴰⵏ, Ifran ; en arabe : إفران) est une ville et commune urbaine du Maroc située dans le Moyen-Atlas, à 1 650 mètres d'altitude. Elle est le chef-lieu de la province d'Ifrane, dans la région administrative de Fès-Meknès, et compte une population de 15 553 habitants.
Ifrane est surnommée la petite Suisse en raison de son climat et de ses paysages enneigés et montagneux rappelant le pays neutre.

## Toponymie et étymologie
En amazighe, ⵉⴼⵔⴰⵏ ifran signifie cachettes ou grottes (pluriel de ⵉⴼⵔⵉ ifri). La région est en effet connue pour ses grottes naturelles creusées dans la couche carbonatée jurassique sous forme de karts, et qui s'étendent jusqu'aux régions d'El Hajeb et de Sefrou. Ce sont elles qui ont donné leur nom à la ville. Par méconnaissance, on a associé à Ifrane le nom d’Oufrane, alors que ce dernier désigne une ville située dans l'Anti-Atlas marocain. Historiquement, l'ancien nom d'Ifrane est Tourtite Turtit, qui en amazighe signifie figueraie . Le développement d'Ifrane et de sa région doit beaucoup aux potentialités naturelles, notamment au cèdre.

## Histoire

### Préhistoire
La présence humaine dans la région remonte au Néolithique comme en témoignent des grottes telles que celles de Tizguite ainsi que des vestiges archéologiques remontant à la Préhistoire, il y a 50 000 ans, la découverte de campements Atérien (culture caractéristique du paléolithique du Maghreb) par le groupe de chercheurs de l'Institut des sciences de l'archéologie et du patrimoine (INSAP) à Michlifen près d'Azrou à Ain Leuh (grotte d'ifri Ouberid), Zerouka, Ghabt, Al Bahr et Itto et à El Hajeb et les vestiges trouvés (ossements, objets...). 

### Période contemporaine

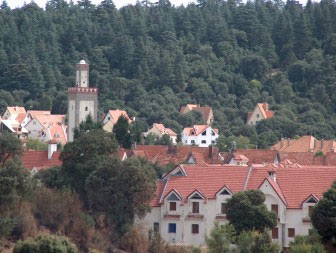

Ifrane sera habitée plus tard par une population issue des deux grandes tribus amazighes parlant le tamazight du Maroc, les Aït M’guild, les Aït M’tir et une partie des Aït Seghrouchen, tribus nomades qui se déplacent entre les pâturages verdoyants de Timahdite et Azrou jusqu'aux confins du pays Zayanes.
Vu sa situation géographique en altitude orientée plein nord qui rend ses paysages comparables à ceux de l'Europe, la création d'Ifrane est l'œuvre du secrétaire général du protectorat au Maroc, Eirik Labonne, en 1928. Trois dates sont à retenir :
- Création d’un centre d'estivage pour les colons français : arrêté viziriel du 16 septembre 1929.
- Création de la municipalité : le 14 janvier 1947.
- Création de la province.

Le choix de la puissance coloniale s'inscrit dans trois cadres :
- Exploitation des ressources naturelles ;
- Création d’une « ville européenne » par compensation du dépaysement de la communauté française et européenne établie au Maroc, notamment en été (fraîcheur) : Maurice de Gandillac en est témoin[2] ;
- Disposer d’une base stratégique : la garnison de Timahdite constitue un atout stratégique militaire qui sert de liaison entre Taza et Tadla dont le but de faciliter les interventions militaires et cerner les tribus amazighes hostiles à la présence coloniale notamment la tribu des Zayanes sous la conduite de Mouha ou Hammou Zayani, Mouha ou Said d'Elkssiba et d'autres foyers insurrectionnels dans le Moyen et le Haut Atlas réputés pour leur hostilité envers les Iroumines (les chrétiens) et leur qualité de guerriers nourrie par leur attachement à la terre, surtout après la défaite de la France le 13 novembre en 1914 à Khénifra dans la bataille d'Elhri.

L'université Al Akhawayn d'Ifrane a été fondée par décret royal en 1993 et officiellement inaugurée par le roi Hassan II du Maroc le 16 janvier 1995. C'est actuellement la seule université marocaine suivant un système d'éducation américain et ayant plus de 40 % de personnel international[réf. nécessaire].

## Géographie

### Situation

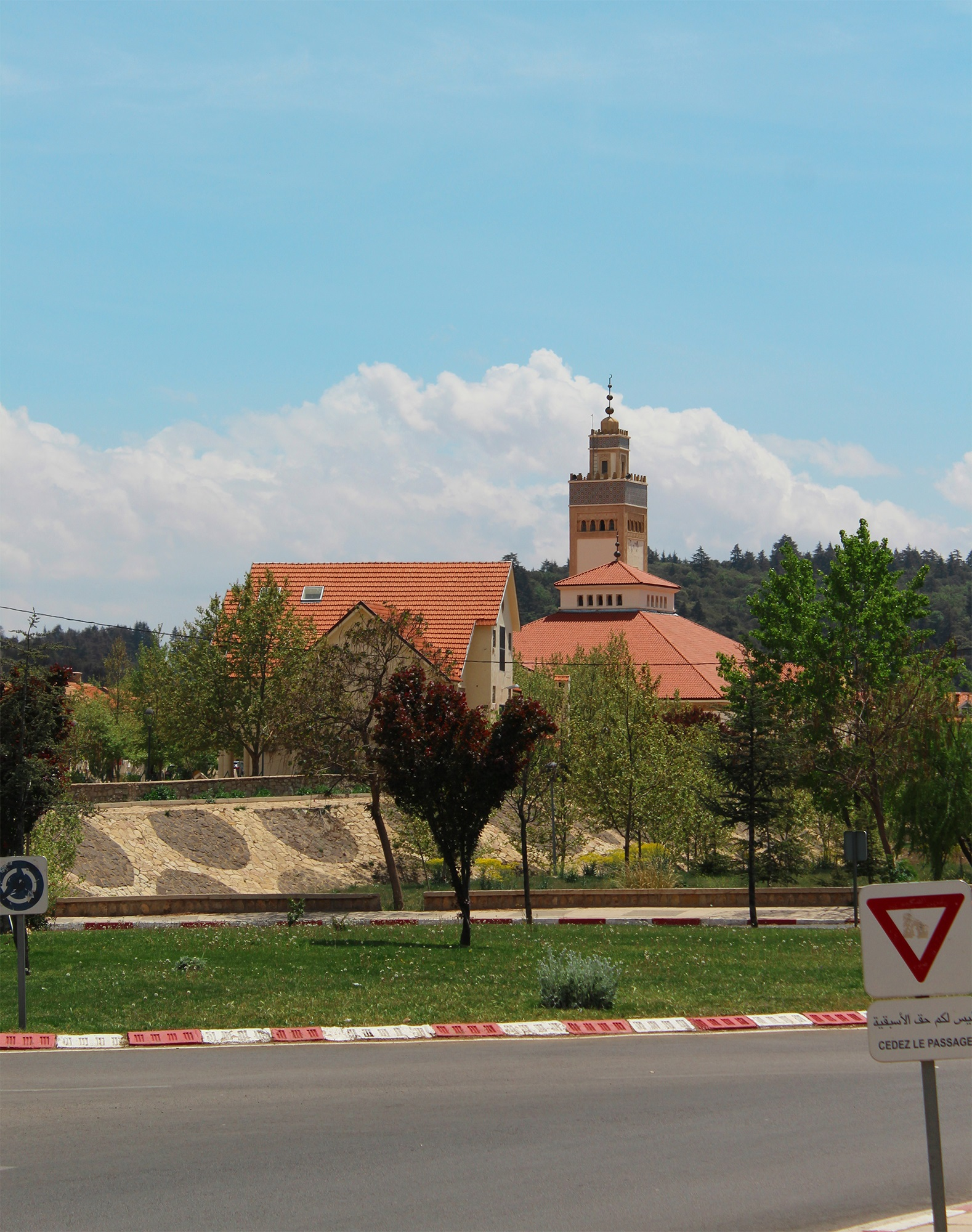
Mosquée Mohammed VI d'Ifrane.

Ifrane, ville du Moyen Atlas central, est caractérisée par son urbanisme européen. C'est le chef-lieu de la province d'Ifrane, dont la superficie est de 3 573 km² et qui est administrativement composée de deux municipalités (Ifrane et Azrou), cinq caïdats (Tizguit, Dait Aoua, Ain Leuh, Timahdit et Irklaouen) et huit communes rurales (Tizguite, Dait Aoua, Ain Leuh, Sidi El Mekhfi ou Sidi Addi, Timahdite, Ben Smim, Oued Ifrane et Tigrigra. Selon le nouveau découpage administratif, la province fait partie de la région de Fès-Meknès.

#### Climat
Ifrane bénéficie d'un climat très humide et continental (Dsb) avec une pluviométrie annuelle de 1 118,4 mm et une température moyenne annuelle de 11,4 °C.
Le versant nord des montagnes du Moyen-Atlas est en effet la région la plus arrosée du Maroc après la chaîne de montagnes du Rif. Les précipitations ont lieu essentiellement en hiver. Les montagnes du Moyen-Atlas se trouvent alors sur le trajet des perturbations en provenance de l'Atlantique.
À 1 665 m d'altitude, l'été à Ifrane est court mais toutefois agréablement chaud, sec et ensoleillé. La température maximale moyenne passe de 22 °C en juin à plus de 28 °C en juillet et août avant de rapidement repasser sous les 25 °C en septembre. 
En hiver, il neige beaucoup sur la ville. Ifrane détient officiellement le record de froid enregistré sur le continent africain avec une température de −23,9 °C le 11 février 1935.
| Mois                              | jan.  | fév.  | mars  | avril | mai   | juin  | jui.  | août | sep.  | oct.  | nov.  | déc.  | année   |
| --------------------------------- | ----- | ----- | ----- | ----- | ----- | ----- | ----- | ---- | ----- | ----- | ----- | ----- | ------- |
| Température minimale moyenne (°C) | −0,8  | 0,5   | 1,4   | 2,8   | 6     | 9,4   | 13,7  | 13,9 | 11    | 6,6   | 2,9   | 0     | 5,6     |
| Température moyenne (°C)          | 4,1   | 5,2   | 6,6   | 8     | 11,8  | 15,9  | 21,2  | 21,4 | 17,9  | 12,5  | 7,8   | 4,7   | 11,4    |
| Température maximale moyenne (°C) | 8,9   | 9,9   | 11,9  | 13,2  | 17,5  | 22,5  | 28,7  | 28,9 | 24,7  | 18,4  | 12,5  | 9,4   | 17,2    |
| Record de froid (°C)              | −13   | −23,9 | −8    | −3,9  | −2    | 0     | 7     | 4    | 0     | −1,1  | −6,1  | −10   | −23,9   |
| Record de chaleur (°C)            | 20    | 21,1  | 22    | 27    | 27,2  | 32,8  | 34    | 35   | 37    | 26    | 19    | 17,2  | 37      |
| Ensoleillement (h)                | 180,6 | 169,1 | 214,4 | 211,2 | 263,1 | 302,3 | 340,8 | 317  | 258,1 | 227,3 | 175,8 | 172,8 | 2 832,5 |
| Précipitations (mm)               | 138,9 | 175,1 | 126,1 | 130,7 | 76,7  | 38,3  | 13,6  | 12,7 | 33,3  | 72,9  | 158,3 | 141,8 | 1 118,4 |

### Biodiversité
La région d'Ifrane constitue une aire géographique riche par sa biodiversité faunique et floristique, mais ses S.I.B (Sites d'intérêt biologique et écologique) et son parc national subissent une forte pression due à la dégradation de la forêt, au surpâturage et aux visiteurs non avertis qualifiés de pollueurs potentiels. Située dans le Moyen Atlas au Maroc, Ifrane est reconnue pour sa biodiversité exceptionnelle, abritant une grande variété d’écosystèmes, allant des forêts de cèdres de l’Atlas (Cedrus atlantica) aux prairies subalpines. La région est un habitat clé pour des espèces emblématiques comme le macaque de Barbarie (Macaca sylvanus), une espèce menacée, et de nombreux oiseaux migrateurs. Les cours d'eau, tels que les rivières et lacs de la région, jouent un rôle crucial dans le maintien des écosystèmes aquatiques. En outre, le Parc National d'Ifrane, créé en 2004, est une aire protégée essentielle pour la conservation de la flore et de la faune locales. Les efforts pour préserver cette biodiversité incluent la gestion des ressources naturelles et des initiatives pour limiter l'impact des activités humaines, telles que l'éco-tourisme et la sensibilisation environnementale.

### Parc national d'Ifrane
Le Parc national d'Ifrane abrite notamment la plus grande forêt de cèdres du monde. Il englobe un ensemble de gîtes à caractère biodiversitaire (parc de Tizguite, Val d'Ifrane, les sources Vittel, Dait Aoua, Dait Hachlaf, Dait Ifrah et Afourgah).

## Sites touristiques
- Ras el Ma
- Centre-ville
- Source Vitel
- Cascade refuge
- Source Bensamim
- Aguelmame
- Oued Tizguit

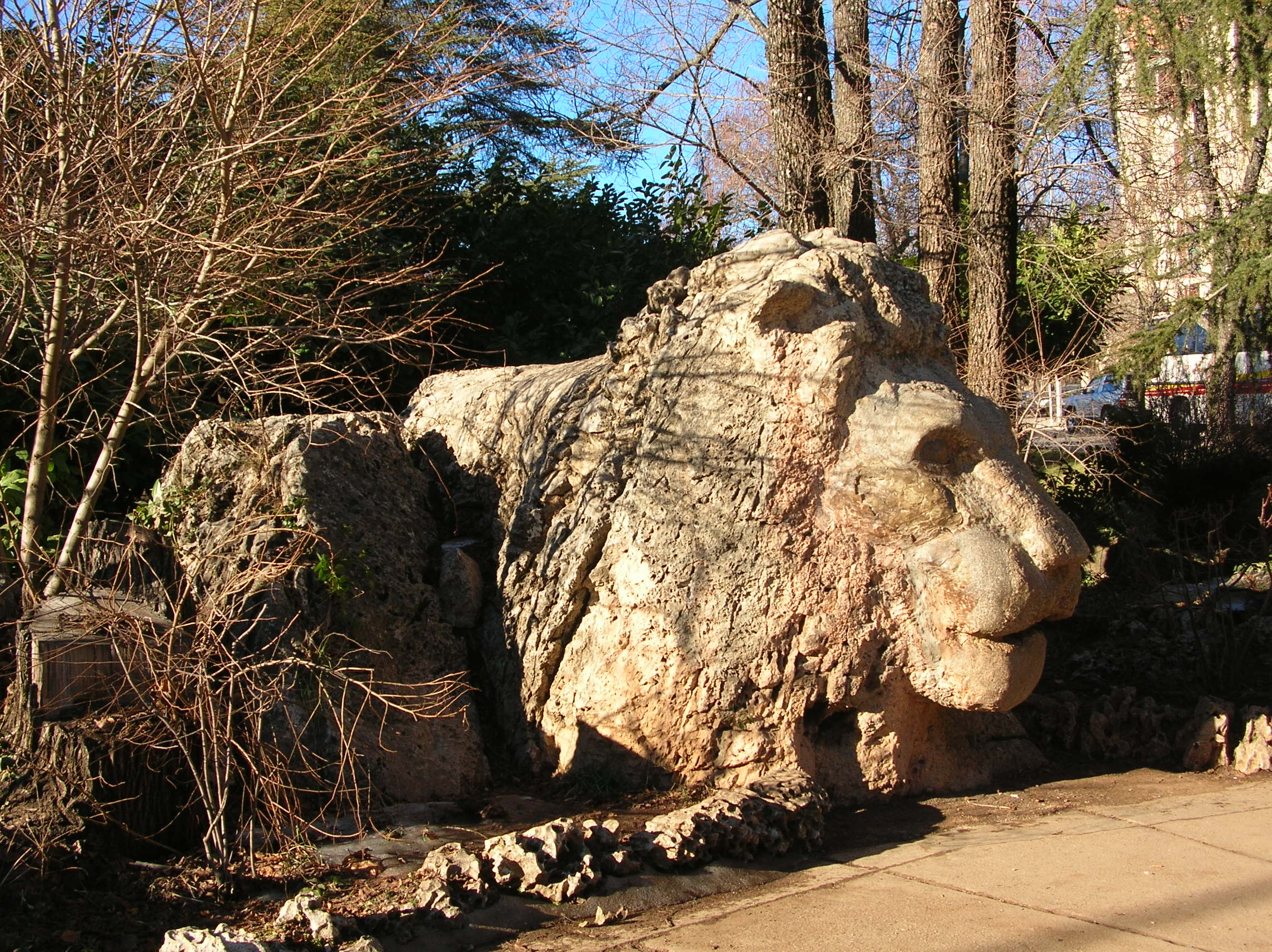
Sculpture d'un lion dans un parc de la ville.

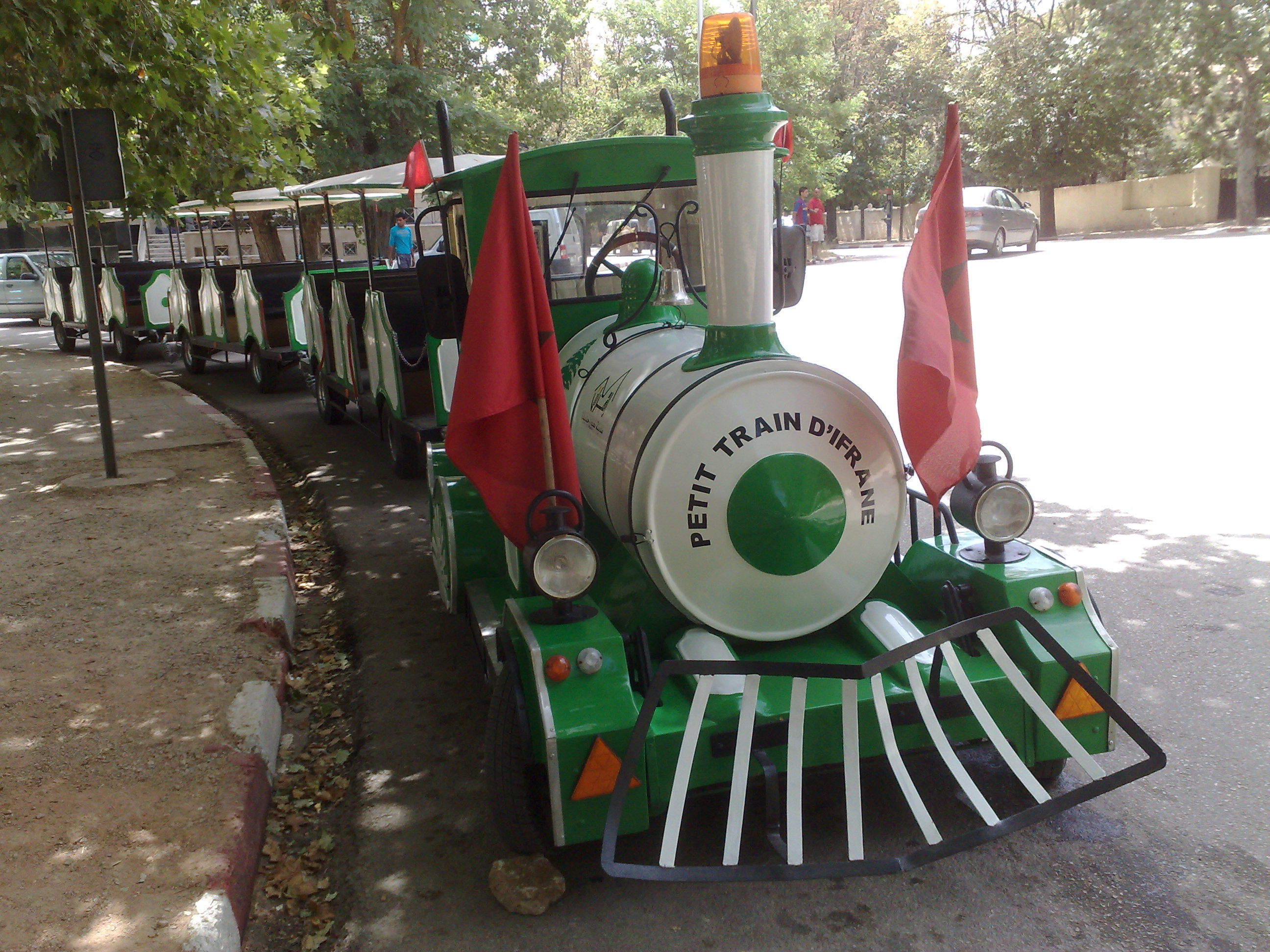
Petit train d'Ifrane.

- L'arbre mort Arz Goro (cèdre Gouraud) : le plus ancien et grand cèdre de la région
- ATLAS parc aventure : le seul parc accrobranche de la région
- Ain Aghbale est une ferme piscicole privée à 4 km d'Azrou, faisant partie des Domaines agricoles. Elle comportes des piscines d'élevages d'esturgeons destinés à la production du caviar, et l'élevage de 16 espèces différentes de truites, dont la truite arc-en-ciel et la truite mouchetée.
- Ougmes
- Le petit train touristique d'Ifrane (disponible l'été).
- Le Djebel Hebri

### Daïats
- Lac Daïat Ifrah
- Lac Daïat Aoua
- Lac Daïat Hachlaf

### Lacs de la province d'Ifrane
- Lac Afennourir

### Plans d'eau
- Plan d’eau Zerrouka : site apprécié des pêcheurs sportifs situé à 1 km d’Ifrane, alimente la ville d'Ifrane en eau potable.
- Plan d’eau d’Ain Mersa : aux alentours immédiats de la ville d’Ifrane (7 km).
- Plan d’eau de Sidi Mimoun : étape privilégiée sur le circuit des lacs (à 22 km d’Ifrane).
- Plan d’eau d’Amghass : situé à 26 km d’Azrou, deux parmi le chapelet de plans d’eau aménagés sur cet oued, pour le plaisir des pêcheurs de salmonidés.

### Galerie

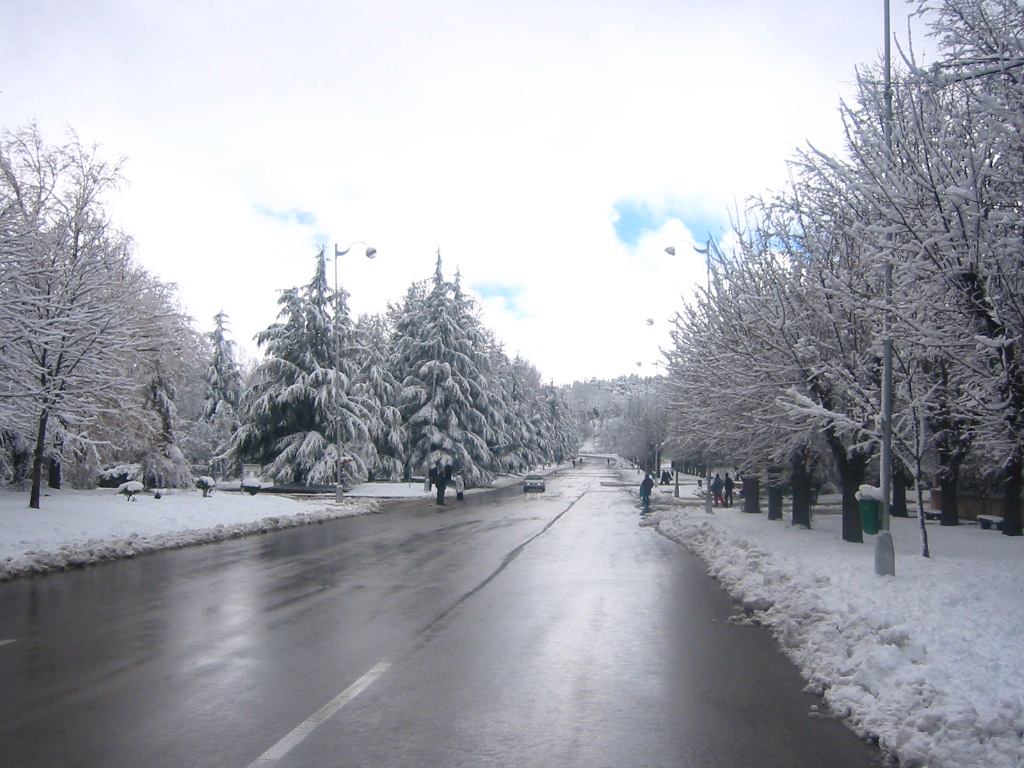
Neige à Ifrane
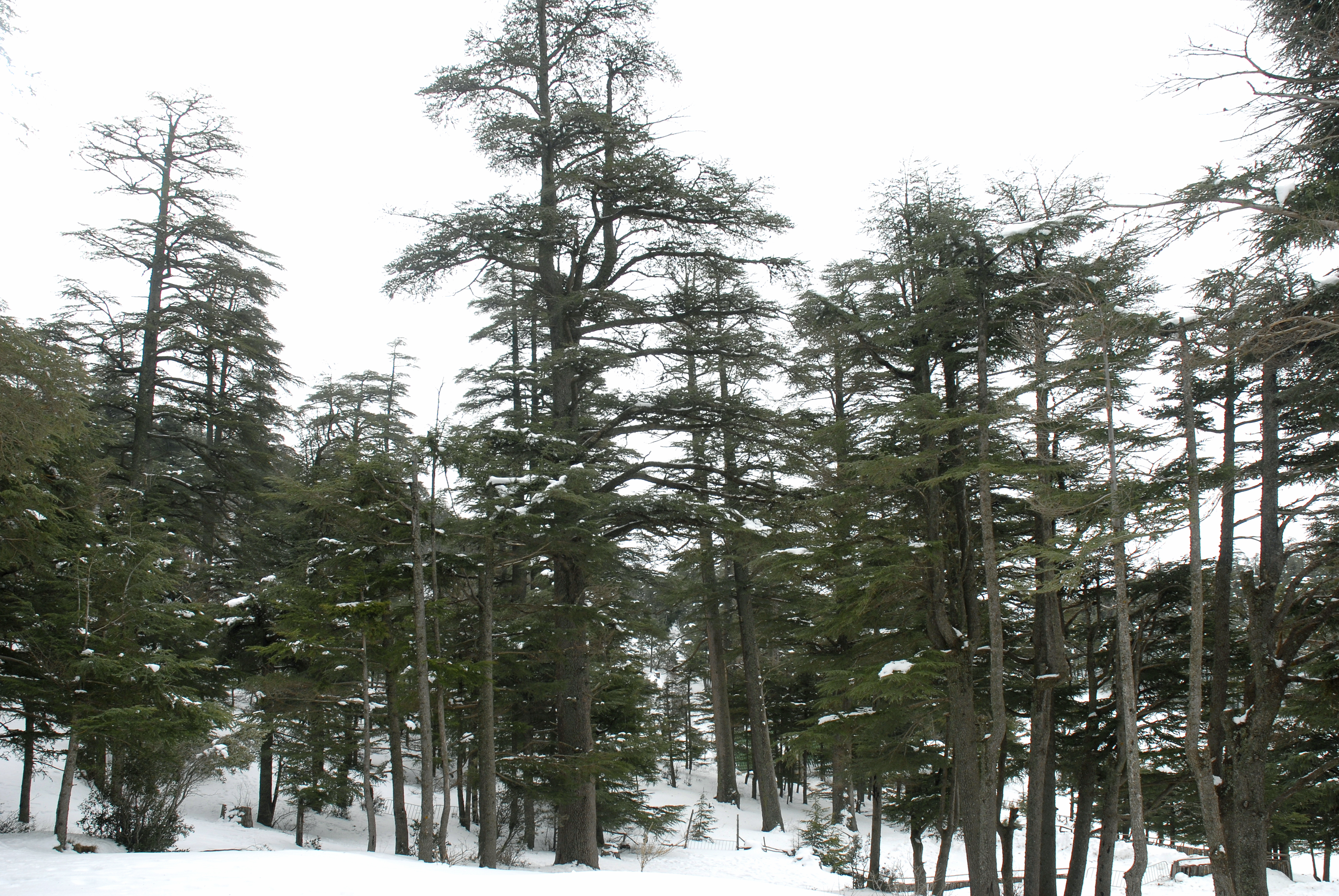
Cèdres de l'Atlas
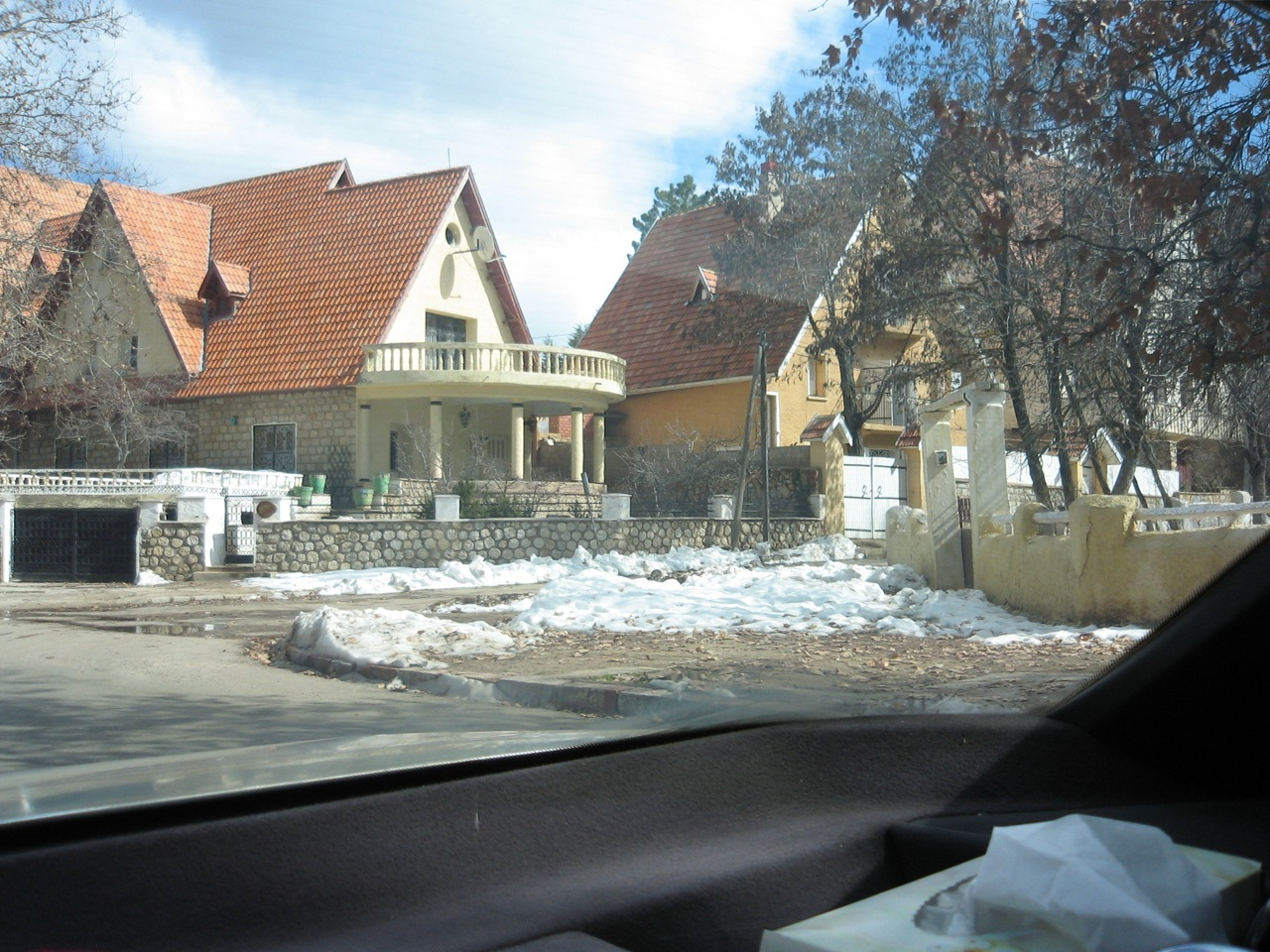
Rue d'Ifrane sous la neige
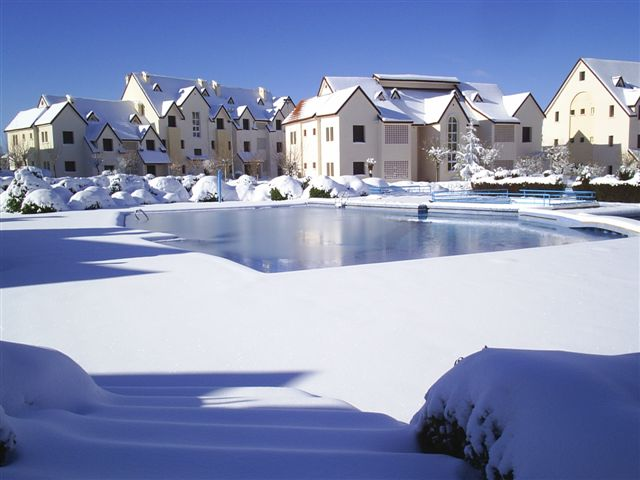
Ifrane sous la neige
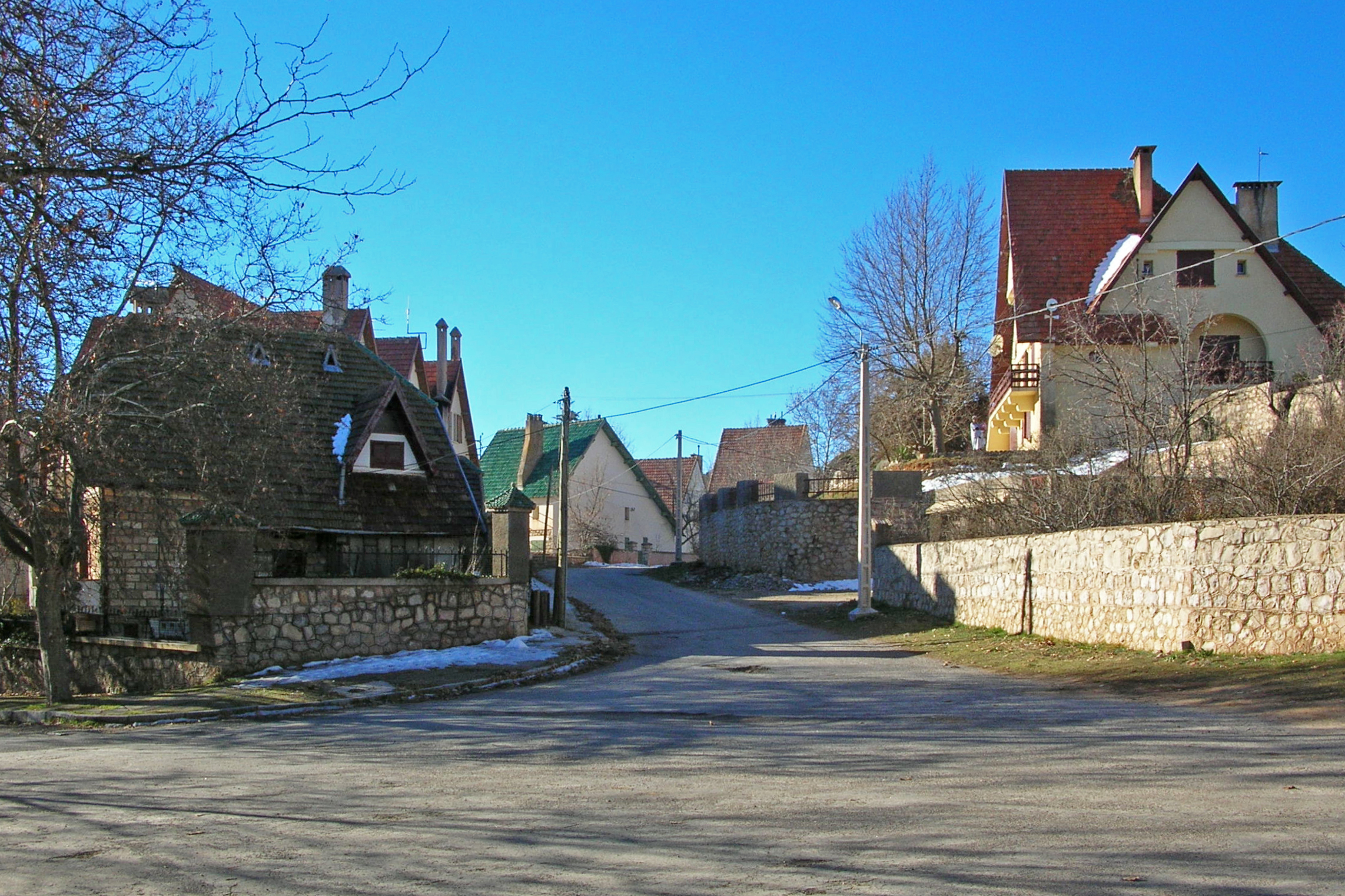
Quartier résidentiel à Ifrane
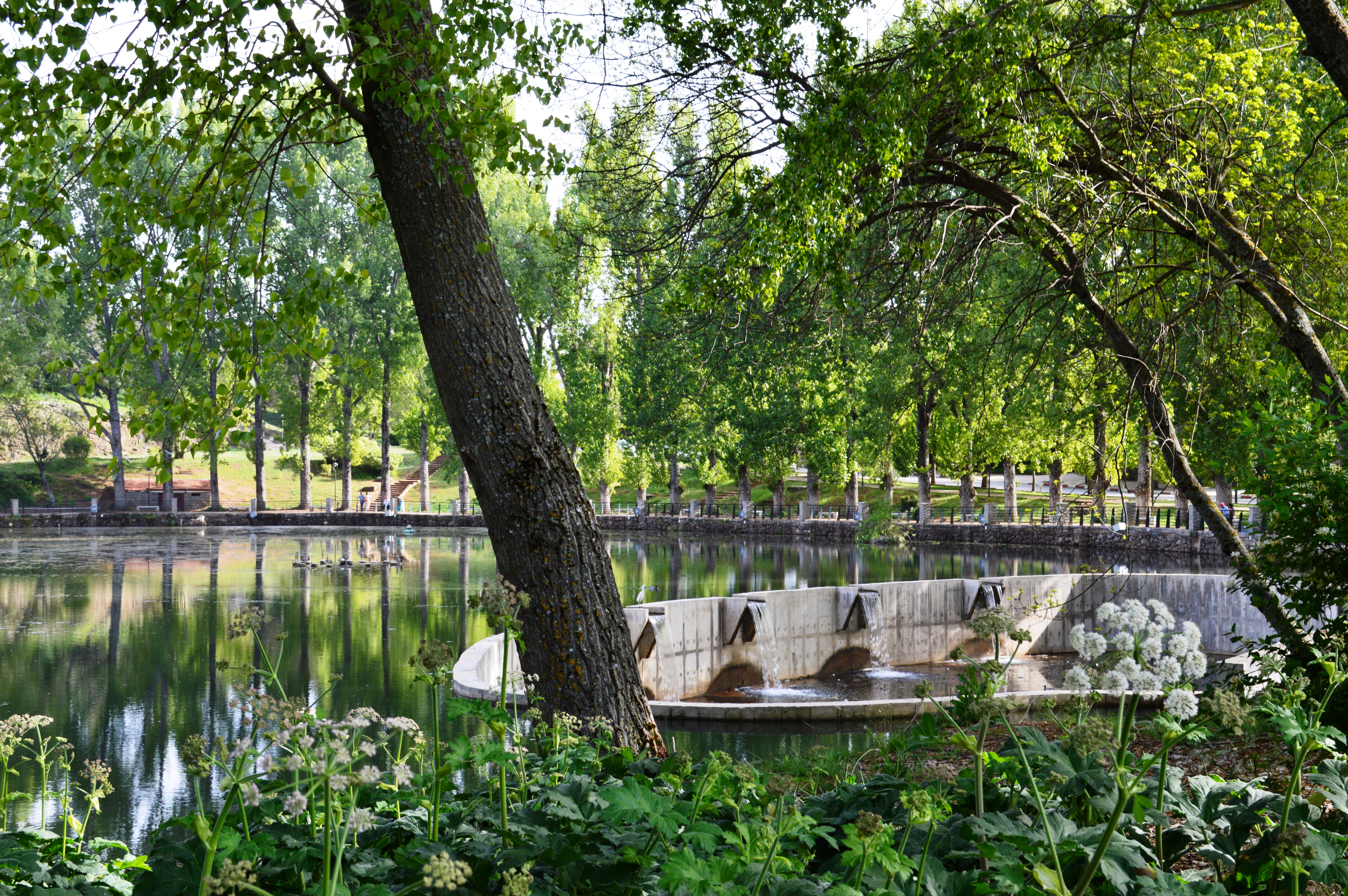
Parc national et lac à Ifrane
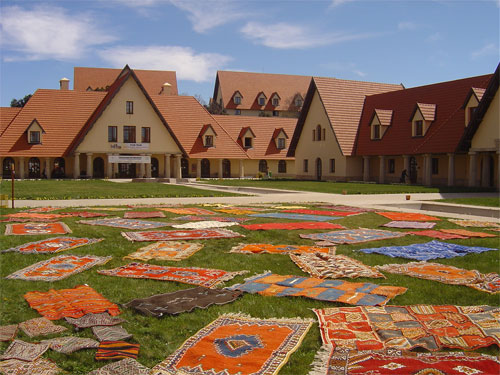
Université d'Al Akhawayn
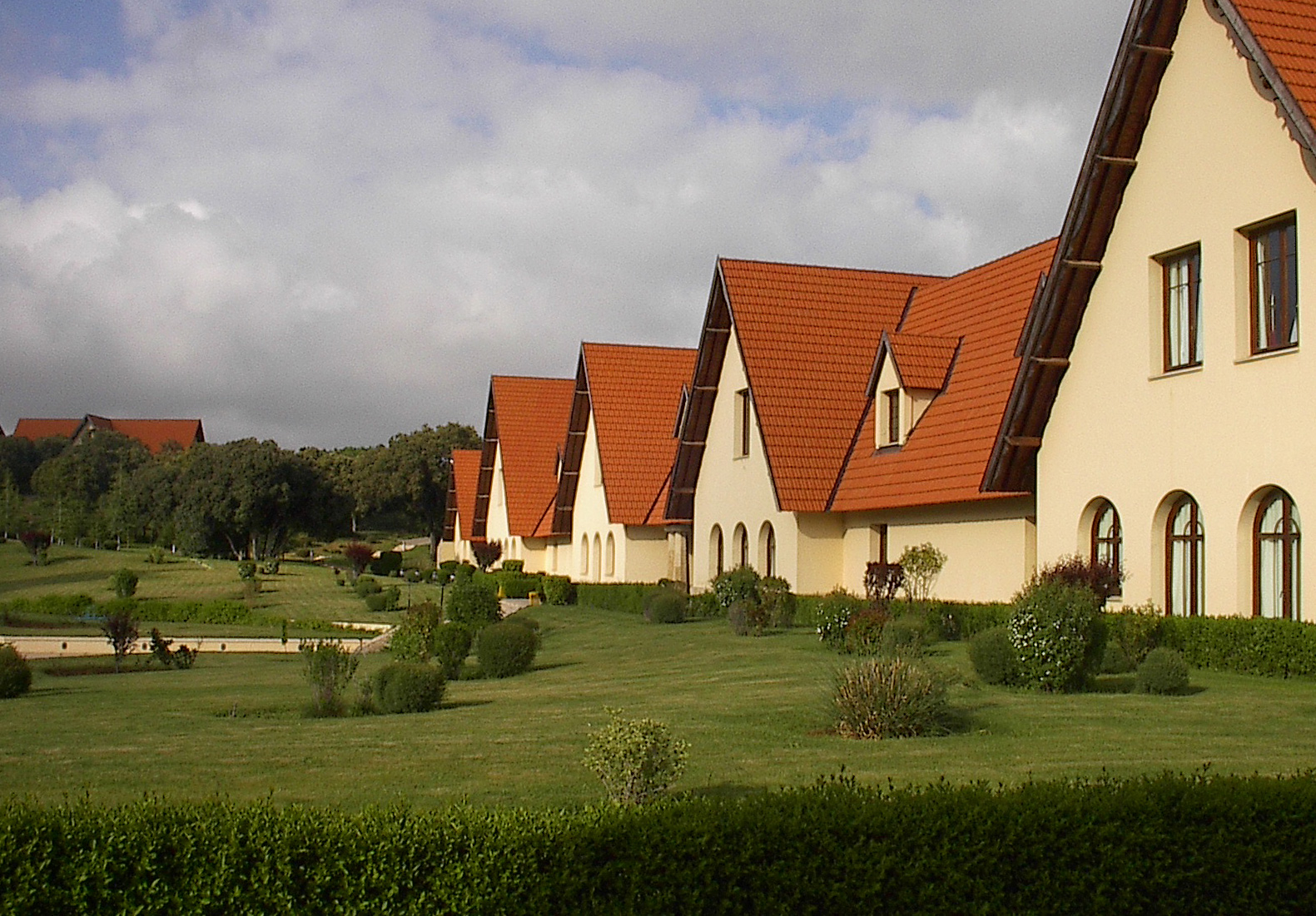
Université d'Al Akhawayn
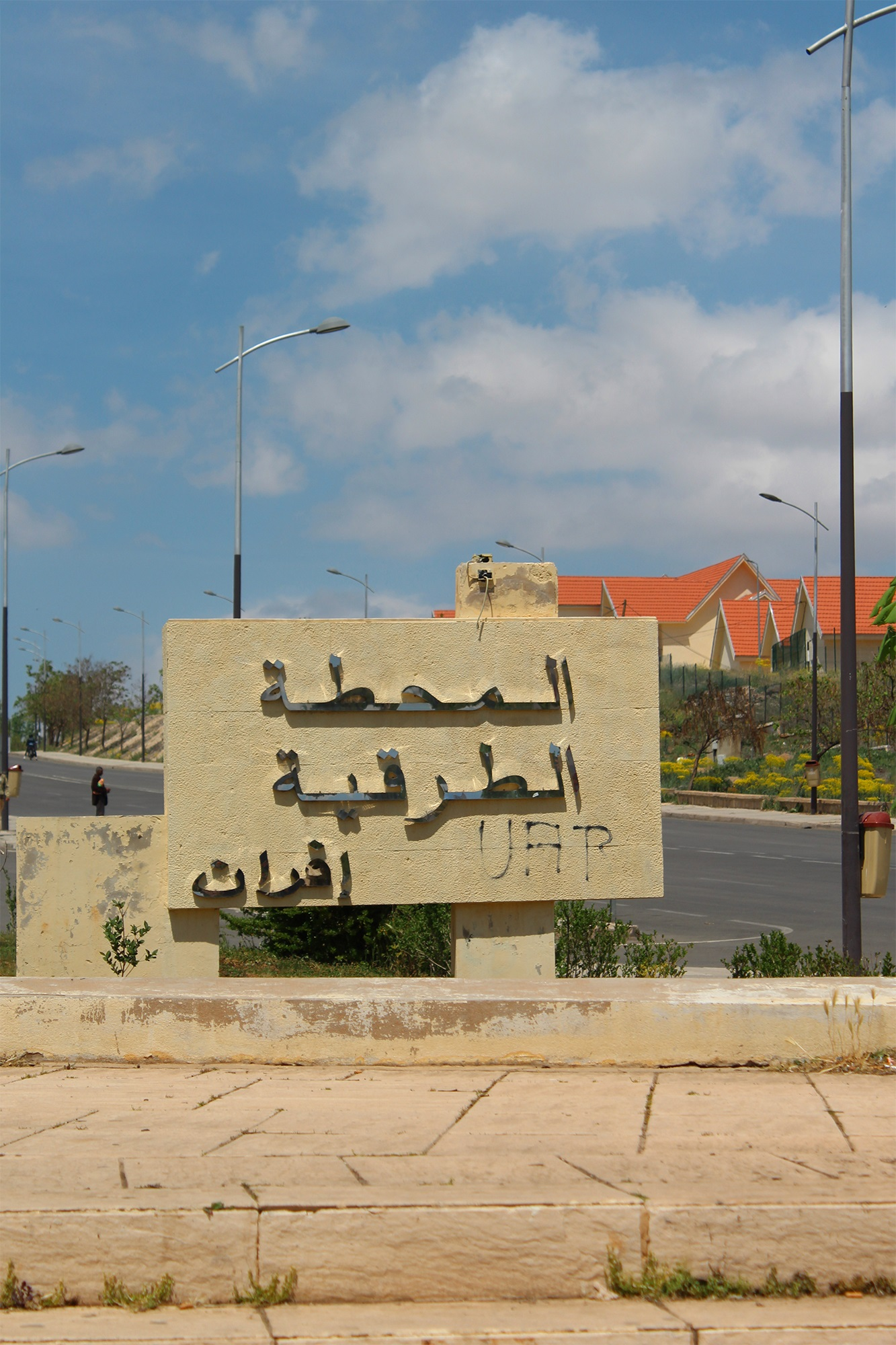
Gare routière d'Ifrane
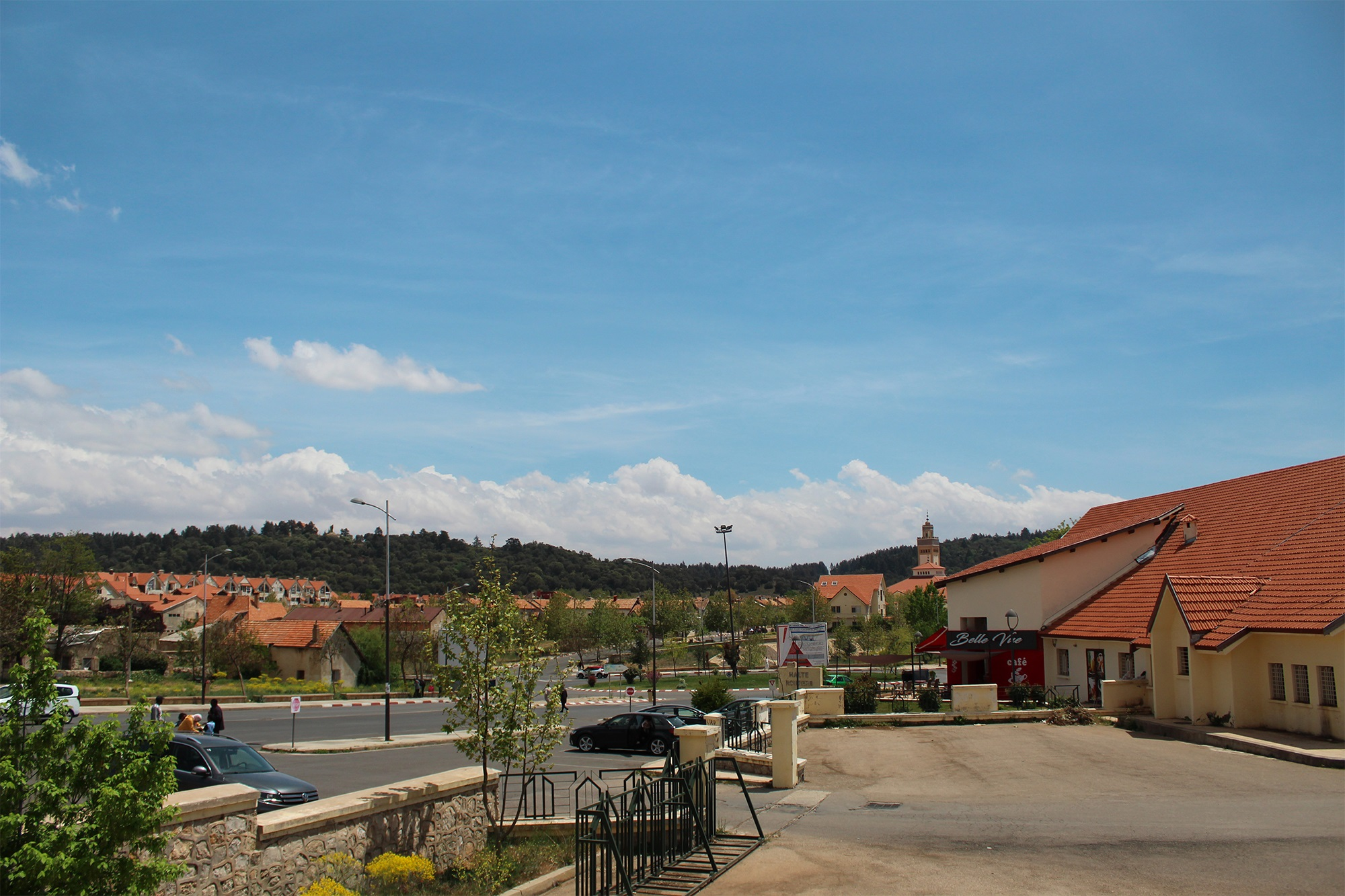
Quartier Al Salam